# ユ・ドングン
ユ・ドングン（유동근、1956年6月18日 - ）は、大韓民国の俳優。
既婚。妻、1男1女の4人家族。妻は女優のチョン・イナ（錢忍和）。

## 経歴
本貫は江陵劉氏。
1980年に芸能界デビュー。主に時代劇への出演が多く「王様俳優」と呼ばれることがある。しかし、彼はそれにこだわらず現代劇やコミカルな演技を披露する。
1989年、チョン・イナと結婚。

## 出演作品

### テレビドラマ
- 独裁者への道～首陽大君の野望～（1990年、KBS） - 世祖 役
- 王道（ワンド）（1991年、KBS） - チョン・ヨリプ 役
- 王妃チャン・ノクス -宮廷の陰謀-（1995年、KBS） - 燕山君 役
- 王朝の暁 〜趙光祖伝〜（1996年、KBS） - 趙光祖 役
- 龍の涙（1996年-1998年、KBS） - 太宗 役
- 野望の伝説（1998年、KBS） - イ・ジョンウ 役
- 明成皇后（2001年-2002年、KBS） - 興宣大院君 役
- 妻（2003年、KBS） - ハン・サンジン（ミン・ヨンテ） 役
- 英雄時代（2004年-2005年、MBC） - パク・デチョル 役
- 淵蓋蘇文（2006年-2007年、SBS） - 淵蓋蘇文 役
- エデンの東 （2008年-2009年、MBC） - クク・デファ 役
- 素直に恋して～タンポポ三姉妹～（2010年、MBC） - パク・サンギル 役
- アテナ 戦場の女神（2010年-2011年、SBS） - NTS局長クォン・ヨングァン 役
- 限りない愛（2012年-2013年、JTBC） - アン・ヒジェ 役
- 九家の書（2013年、MBC） - イ・スンシン 役
- 鄭道傳（2014年、KBS） - 李成桂 役
- 家族なのにどうして（2014年-2015年、KBS） - チャ・スンボン 役
- ラスト・チャンス!（2015年、KBS） - ソ・テハン 役
- 世界でもっとも美しい別れ（2017年、tvN） - チョン・チョル 役
- 一緒に暮らしましょうか?!（2018年、KBS） - パク・ヒョソプ 役
- ザ・バンカー（2019年、MBC） - カン・サムド 役

## 参考資料
- 『韓国ドラマで知る朝鮮王朝』 キネマ旬報社 2009年